# Aeroportul Puerto Armuelles
Aeroportul Puerto Armuelles (IATA: AML, ICAO: MP25) este un aeroport din Provincia Chiriquí, Panama.
aeroportul dispune de o singură pistă.